# Catedral de Valladolid
A Catedral de Nossa Senhora da Assunção de Valladolid é um templo católico localizado na cidade de Valladolid com categoria de catedral, sede da Arquidiocese de Valladolid. Concebida no século XVI e desenhada pelo arquitecto Juan de Herrera, é um edifício de estilo herreriano com acrescentamentos barrocos. Devia ser a maior catedral da Europa, contudo encontra-se construída em 40-45%, devido à falta de recursos para um projecto de tal magnitude e às despesas provocadas pela difícil fundação do templo, situado numa zona com um grande desnível no terreno.
Obteve a categoria de catedral no ano 1595, depois de ter sido um templo colegial dependente da diocese de Palencia em sua segunda etapa como colegiada.
Está situada no centro da cidade, numa zona ligeiramente elevada, perto da Igreja de Santa Maria a Antiga e construída junto à Colegiata de Santa Maria, anterior igreja colegial de Valladolid, cujos alguns espaços foram destruídos para continuar com as novas obras.